# Aleksandr Zwiagincew
Aleksandr Grigoriewicz Zwiagincew (ros. Александр Григорьевич Звягинцев; ur. 8 lipca 1948 roku na Ukrainie) – rosyjski prawnik i pisarz, od 2003 roku zastępca prokuratora generalnego Federacji Rosyjskiej.

## Życiorys
Po ukończeniu studiów prawniczych i służby wojskowej pracował od 1970 roku w organach prokuratury Ukraińskiej Socjalistycznej Republiki Radzieckiej, w latach 1981–1986 jako naczelnik zarządu i asystent prokuratora generalnego Ukraińskiej Socjalistycznej Republiki Radzieckiej. W latach 1986–1992 zastępca szefa Departamentu Propagandy i Systematyzacji Ustawodawstwa ZSRR, zastępca szefa działu kontroli organizacyjnej, Kierownik Centrum Informacji i Public Relations, starszy asystent prokuratora generalnego ZSRR. W latach 1992–2000 starszy asystent prokuratora generalnego Rosji i szef Centrum Informacji i Public Relations. W latach 2000–2003 zastępca prokuratora generalnego Federacji Rosyjskiej ds. Nadwołżańskiego Okręgu Federalnego. Posiada rangę państwowego radcy sprawiedliwości 1. klasy oraz liczne odznaczenia i nagrody państwowe.
W 2010 roku był zaangażowany w kontakty międzynarodowe z Polską w sprawie przekazywania części akt rosyjskiego śledztwa dotyczącego zbrodni katyńskiej oraz katastrofy polskiego Tu-154 w Smoleńsku.
Aleksandr Zwiagincew jest również pisarzem (część książek opublikował pod pseudonimem Aleksandr Olgin, ros. Александр Ольгин); zadebiutował w latach 80. XX wieku i jest znany m.in. jako autor tetralogii poświęconej historii prokuratury rosyjskiej i radzieckiej na przestrzeni wieków oraz powieści sensacyjnych (cykl powieści o majorze Sarmatowie).